# Karol, który został świętym
Karol, który został świętym – włosko-polski fabularno-animowany film biograficzny dla dzieci z 2014 roku w reżyserii Francesco Arlancha i Grzegorza Sadurskiego. Fabularno-animowana opowieść o życiu i dokonaniach Jana Pawła II. Jest to adaptacja animowanego filmu Karol włoskiej wytwórni Mondo TV z 2007 roku, uzupełniona o sceny aktorskie.

## Fabuła
Dziadek (Piotr Fronczewski) opowiada wnukowi 12-letniemu Kacprowi (Kamil Tkacz i Andrzej Tkacz) o swoim dawnym przyjacielu Karolu (Karol Wojtyła). Film opowiada historię Karola Wojtyły od czasów, kiedy był małym chłopcem, do momentu, gdy wybrano go na papieża.

## Obsada
- Kamil Tkacz i Andrzej Tkacz jako Kacper
- Piotr Fronczewski jako Dziadek
- Katarzyna Glinka
- Karol Wojtyła (zdjęcia archiwalne)